# Grænalón
Grænalón är en issjö på Island. Dess yta är 18 km2.
De flesta issjöar har expanderat när de isländska glaciärerna drar sig tillbaka på grund av det förändrade klimatet. Ändå är Grænalons lagun unik genom att den krymper. Dess vatten kommer från de närliggande glaciärerna. Skeiðarárjökull, en sidoglaciär till Vatnajökull, fungerar också som en naturlig fördämning för lagunen. Grænalón är bunden och naturligt uppdämd av den nordvästra kanten av glaciären Skeiðarárjökull, som är en södergående sluttning från Vatnajökull. 
Det finns aktiva vulkaner nära Grænalón, som upprepade gånger initierar jökelloppen från denna sjö. Ibland har stora isblock från Grænalón nått sandslätten Skeiðarársandur. Ett mer betydande jökellopp ägde rum 1935. Det antas att den totala mängden vatten som strömmade ut på sandslätten var 1,5 km³. Grænalón tömdes helt. De största jökelloppen som hittills uppmätts hade en volym på cirka 3 000 m³/s. Vattnet rinner huvudsakligen öster och väster om berget Lómagnúpur ner i floderna Núpsvötn respektive Súla. 
Istäcket över Grænalon lyfts nästan årligen bort av vattnets tryck, och då flyter stora vattenmassor ner mot Skeiðarársandur. När jökelloppen är som störst kan gårdar dras med och landområden blir förstörda, bland annat för att vattnet för också med sig finfördelat material som lägger sig som sediment på markområdena närmast havet. Isstycken och stenar följer med vattnet. Stenblock på upp till tusen ton kan hittas.
Förr var Grænalon nästan lika stor som den närliggande issjön Jökulsárlón. Men istället för att expandera, som andra issjöar gjort på grund av klimatförändringar, händer det motsatta i Grænalon. På grund av glaciärens avsevärda uttunning och förkortning under de senaste decennierna har Grænalón nästan helt tömts och försvunnit. För närvarande existerar sjön inte som mer än en damm, som man kan se i Google Timelapse.